# ТАП (агентство)
Тунис Африк Пресс (ТАП) (араб. وكالة تونس إفريقيا للأنباء‎, фр. Tunis Afrique Presse) — информационное агентство Туниса.
Основано 1 января 1961 года. Штаб-квартира — в г. Тунисе.
Содержится на паях местными средствами массовой информации. Субсидируется правительством. Член Координационного комитета Пула информационных агентств неприсоединившихся стран.
В агентстве работает около 300 сотрудников, включая фотографов, аналитиков и 220 журналистов, а также сеть корреспондентов во всех регионах страны. Агентство предоставляет национальные новости на арабском, французском и английском языках.
Для международных новостей агентство использует информацию, полученную от ведущих информагентств мира, таких как Франс-Пресс, Reuters, Associated Press, а также около других сорока национальных агентств.
С 1979 по 1981 год генеральным директором агентства был Хеди Аннаби, видный тунисский дипломат.